# Бруква
Бру́ква або кочере́ґа (Brassica napus L. subs. rapifera Metzg.; Brassica napus L. var. napobrassica (L.) Reichb.) — рослина родини капустяних (Brassicaceae), підвид ріпаку. Ймовірно утворився як гібрид білоголової капусти і турнепсу (кореневої ріпи).

Коренеплід має харчове значення. Окрім коренеплоду, листки також використовують в їжу та для корму свійським тваринам.

## Назва
Слово «бруква» запозичене з польської, де brukiew (можливо, через раніше *bruky) походить від ниж.-нім. bruke, wruke, у свою чергу, похідних від італ. ruca («дика гірчиця»), утвореного від прикметника в лат. brassica eruca («дика капуста»).
«Кочереґа» походить од кочера «качан» (пор. рос. кочёра «сукуватий стовбур»), що пов’язується з лит. kùkštera «горб, спина; тягар».

## Ботанічна характеристика
Дворічна рослина. У перший рік утворює коренеплід і розетку листків. Листки м'ясисті, розсічені, рідше у деяких сортів нерозсічені, покриті восковим нальотом, голі або слабоопушені. 
Коренеплід плескатий, плескатоокруглий, округлий або овальний з товстою шкіркою. М'якуш твердий, жовтий, світло-жовтий або білий. 
На другий рік життя утворює насіннєву рослину, висота якої може сягати 80-170 см. Суцвіття китиця. Пелюстки квіток у сортів з білим м'якушем лимонно-жовті, а з жовтим — кремові або оранжево-жовті.
Насіння буре або темно-буре, не цілком правильної кулястої форми, з різко вираженим рубчиком. Маса 1000 насінин від 2,2 до 3,8 г і лише у деяких сортів — до 4,6 г. 
Число хромосом 2n = 36 або 38. У межах виду виділено три групи сортів — західноєвропейські, північноєвропейські та сибірські.

## Використання

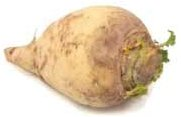
Коренеплід

Використовується як дієтичний продукт, виявляє легку послаблюючу дію.
Застосовується в лікувальних цілях при гострому гастриті, ентериті, коліті тобто має сечогінну, відхаркувальну дію.
Використовують у свіжому, печеному, вареному, тушкованому вигляді. Як приправу можна використовувати свіже бадилля брукви в салатах, а сушене бадилля в супах і соусах.

## Історія

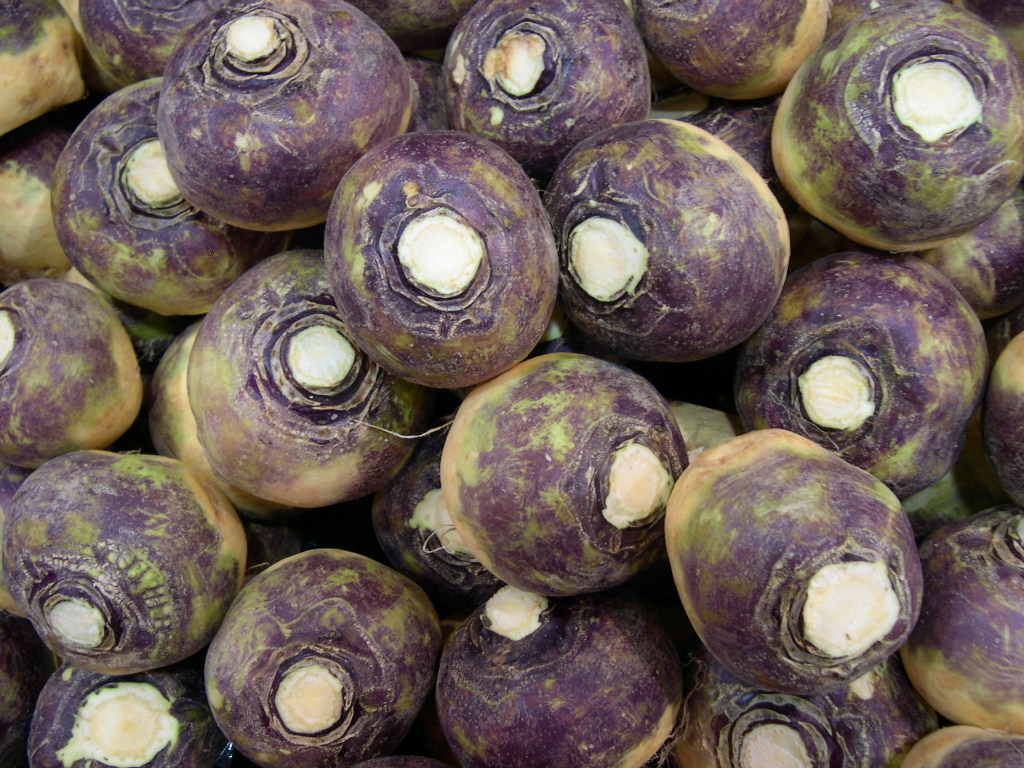
коренеплоди.

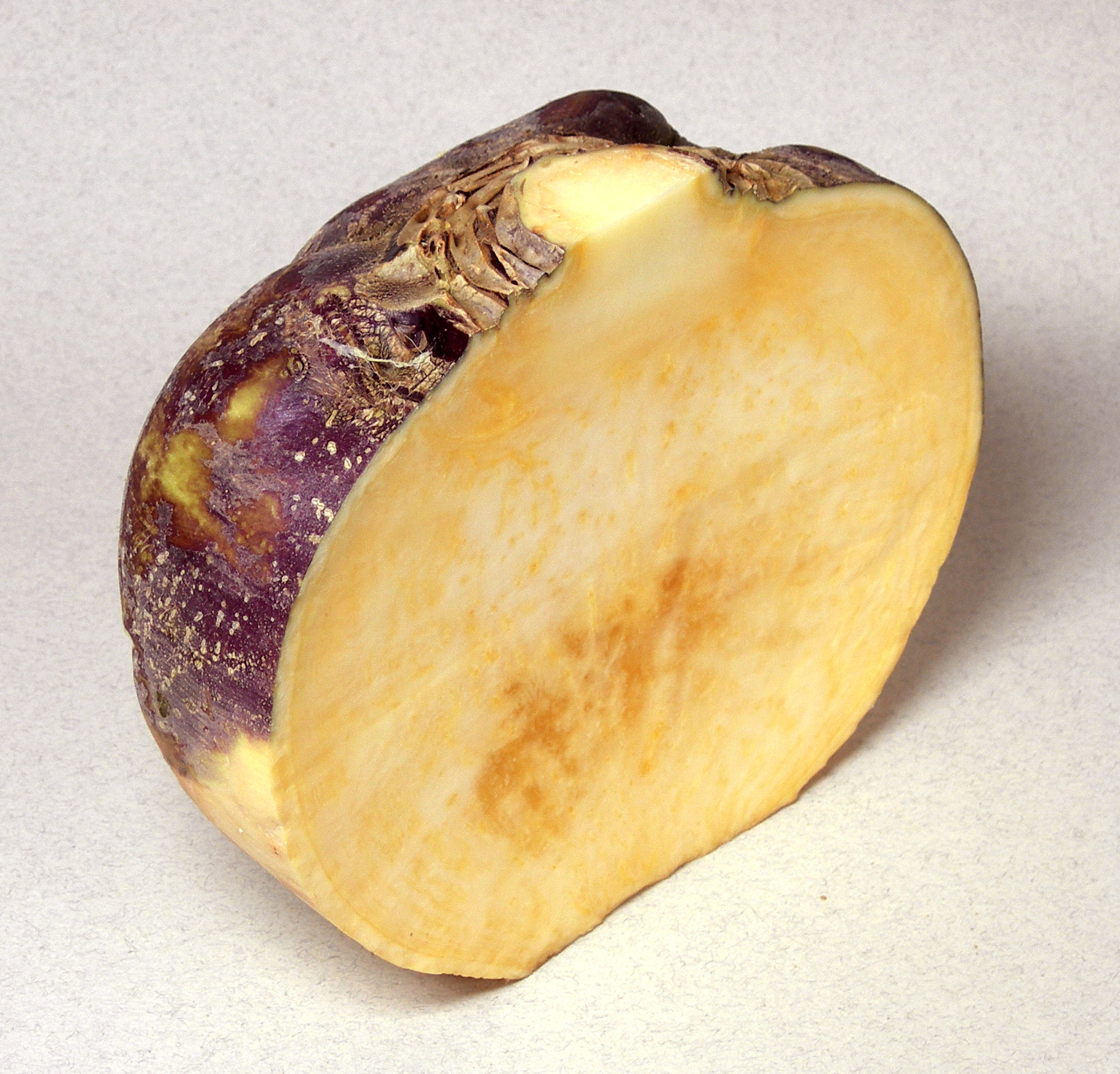
розріз коренеплодів.

Перші відомі друковані згадки про брукву у швейцарського ботаніка Гаспара Боена (Gaspard Bauhin) в 1620 році, де він зазначає, що бруква росла дико в Швеції. Часто вважають місцем походження Скандинавію або Росію. Бруква стала поширеною в Англії в кінці 18 століття, однак є записи, що в королівських дворах була і в 1669 році.